# Bjala Reka (Veliko Tarnovo)
Bjaka Reka (Bulgaars: Бяла река) is een dorp in Bulgarije. Het is gelegen in de gemeente Soechindol in oblast  Veliko Tarnovo en telde eind 2019 zo’n 206 inwoners.

## Geografie
Het dorp ligt op 2 km van de dam Aleksandar Stamboliiski, tussen de dorpen Gorsko Kosovo en Gorsko Kaloegerovo. Langs het dorp stroomt een kleine rivier, die uitmondt in de rivier de Rositsa.

## Bevolking
Op 31 december 2019 telde het dorp 206 inwoners, een lichte daling vergeleken met 217 inwoners in 2011. In 1946 telde het dorp echter een maximum van 1.200 inwoners. 
| 1934 | 1946 | 1956 | 1965 | 1975 | 1985 | 1992 | 2001 | 2011 | 2019 |
| ---- | ---- | ---- | ---- | ---- | ---- | ---- | ---- | ---- | ---- |
| 1192 | 1200 | 1028 | 847  | 587  | 414  | 351  | 293  | 217  | 206  |

In 2011 identificeerden 107 personen zichzelf als etnische Bulgaren (54%) en 89 personen als etnische Turken (45%).
| Etnische samenstelling van de respondenten (2011) | Etnische samenstelling van de respondenten (2011) | Etnische samenstelling van de respondenten (2011) | Etnische samenstelling van de respondenten (2011) | Etnische samenstelling van de respondenten (2011) |
| ------------------------------------------------- | ------------------------------------------------- | ------------------------------------------------- | ------------------------------------------------- | ------------------------------------------------- |
|                                                   |                                                   |                                                   |                                                   |                                                   |
| Bulgaren                                          | Bulgaren                                          |                                                   | 54,3%                                             | 54,3%                                             |
| Turken                                            | Turken                                            |                                                   | 45,2%                                             | 45,2%                                             |
| Roma                                              | Roma                                              |                                                   | 0,0%                                              | 0,0%                                              |
| Anders/Onbekend                                   | Anders/Onbekend                                   |                                                   | 0,5%                                              | 0,5%                                              |